# Luciano Folgore
Luciano Folgore, pseudonimo di Omero Vecchi (Roma, 18 giugno 1888 – Roma, 24 maggio 1966), è stato un poeta italiano.

## Biografia
Luciano Folgore si dedica alla poesia in età molto giovane, quando ancora sta compiendo gli studi di ragioneria.
Sin da giovanissimo, ama celare il suo nome sotto pseudonimi: pubblica opere anche come Aramis, Albano Albani, Fiore di Loto, Esopino, Remo Vecchio (anagramma del vero nome), si fa chiamare Cerbero durante alcune serate futuriste, pubblica poesie in dialetto romano con il nome di Er Moro de li Monti e alcuni contributi umoristici come Esopone. Nel 1908 viene pubblicata la sua prima raccolta di versi, “Hora prima”, che risente ancora di un'impronta tradizionale. Nel frattempo il giovane conosce Marinetti e nel 1909 aderisce con entusiasmo al futurismo.
 
Nel 1910 pubblica il libro di poesie, “Fiammeggiando l'aurora”, dove si firma ancora con il nome di Omero Vecchi. Nel 1912, nell'“Antologia dei poeti futuristi”, il giovane poeta è ampiamente rappresentato e nello stesso anno, con il nome di Luciano Folgore, pubblica a Milano, per le edizioni futuriste di “Poesia”, “Il canto dei motori” aderendo ai temi tipici trattati dal gruppo. 

Nel manifesto “Lirismo sintetico e sensazione fisica”, del 1913, rende noti i principi della sua poetica, reinterpretando in maniera moderata le idee di Marinetti. 
 Vive in questo periodo a Firenze e collabora alle riviste Lacerba, La Voce, La Diana, L'Italia futurista, Avanscoperta e la parigina Sic diretta da Pierre Albert-Birot, avendo così modo di conoscere, nel 1917, Picasso e Cocteau.
 
Con “Ponti sull'Oceano. Versi liberi (lirismo sintetico) e parole in libertà”, criticato duramente da Boine, e  “Città veloce. Lirismo sintetico”, si può considerare conclusa la sua fase futurista.
La produzione lirica successiva, che verrà raccolta in “Liriche” nel 1930, è più tradizionale e nel dopoguerra la sua attività diventa soprattutto quella di narratore e scrittore di teatro, di umorista, favolista e scrittore di poesie per ragazzi oltre che parodista di poeti e prosatori contemporanei.

Folgore è stato anche redattore del settimanale umoristico “Il travaso delle idee” e negli ultimi anni ha lavorato anche per la radio. La sua vita è trascorsa quasi sempre a Roma dove ha lavorato per un lungo periodo presso il Ministero di Grazia e Giustizia. È morto a Roma nel 1966.

## Opere

### Poesie
- Omero Vecchi, Hora prima, Tipografia Pecorini, Guastalla 1908
- Il canto dei motori, Edizione di "Poesia", Milano 1912
- Ponti sull'Oceano, Edizione di "Poesia", Milano, 1914
- Città veloce, Edizione "La Voce", Roma 1919
- Poeti controluce, F.Campitelli, Foligno 1922
- Poeti allo specchio, F.Campitelli, Foligno 1926
- Musa vagabonda, F. Campitelli, Foligno 1927
- Liriche, F. Campitelli, Foligno 1930
- Il libro degli epigrammi, F, Campitelli, Roma 1932
- Favolette e strambotti, Ceschina, Milano 1934
- Novellieri allo specchio; parodie di D'Annunzio e altri, Ceschina, Milano 1935
- Mamma voglio l'arcobaleno. Poesie per bambini, grandi e piccini, Magi-Spinetti, Roma 1947

### Prosa
- Graffa, l'impermeabile, Mondadori, Milano 1923
- Nuda ma dipinta, F. Campitelli, Foligno 1924
- La città dei girasoli, Arnoldo Mondadori Editore, Milano 1924
- La trappola colorata, Milano, 1934

## Programmi radiofonici Rai
- Il carnevale attraverso i tempi, rivista di Ugo Chiarelli e Luciano Folgore, trasmessa il 17 febbraio 1947